# Portföljstyrning
Portföljstyrning är en metod för att ge ledningen kontroll över organisationens projekt. Genom att hantera projekten på rätt sätt kan organisationer maximera de ekonomiska fördelarna samtidigt som riskerna kan begränsas. 
Portföljstyrning ger förbättrad kontroll över vilka projekt som ska påbörjas, hur påbörjade projekt går, samt resultatet av avslutade projekt. Till skillnad från projektledning så handlar portföljstyrning inte bara om att göra rätt inom projektet utan framför allt om att göra rätt projekt. Många av dagens organisationer jobbar i projektform. Utan effektiv portföljstyrning ökar riskera att fel projekt påbörjas, att påbörjade projekt inte håller sig inom sina tids- och kostnadsramar, samt att projekten inte levererar det förväntade värdet. Portföljstyrningen kan också underlätta samordning av projekt och resurstilldelning.

## Historik
Portföljstyrning har sina rötter i ”Modern Portfolio Theory” (MPT), vilket sedan 1950-talet har använts inom finansvärlden. MPT handlar om att välja rätt kombination av investeringar för att uppnå bästa möjliga avkastning, med hänsyn till risker. Det var dock först på 1970-talet då Dr. Harry Markowitz fick idén till att finansiell portföljstyrning kunde överföras till projekt. Portföljstyrning har därmed funnits på tal sedan 1970-talet, men det ses ändå i dag som ett relativt nytt fenomen då få studier inom detta har utförts, framför allt i Sverige.
År 1981 utvecklades portföljstyrning för ITprojekt, då man insåg vikten av en väl sammansatt portfölj av ITprojekt, baserat på bl.a. riskanalyser. Det visade sig att organisationer utan en balanserad portfölj löpte större risk för problem i verksamheten, samt skapade luckor för konkurrenter att träda in. Portföljstyrning tog fart år 2000 då "IT-bubblan" sprack, vilket ödelade många företag och det krävdes därmed en ny strategi för att överleva. Portföljstyrning fokuserar speciellt på mål, kostnadsnedsättningar, tillväxt inom projekt, tidsplaner etc., vilket då var mycket viktigt för företagen. Portföljstyrning är även mycket aktuellt i dagens globaliserade samhälle, då en större och bredare marknad har skapats, vilket gör att företagen tvingas vara mer konkurrenskraftiga.

## Urval av projekt
Projektledning handlar om att göra ”projekten rätt”. Portföljstyrning har istället fokus på att göra ”rätt projekt”. Portföljstyrning erbjuder metoder för värdering, rangordning och urval av projekt. Syftet är att skapa en så framgångsrik portfölj som möjligt, i förhållande till företagets aktuella strävanden. Genom att på ett tidigt stadium kartlägga vilka projekt som är värda att genomföras minskas risken för slöseri med företagets tid, pengar och resurser. Om ett projekt inte kan uppfylla minimikraven vad gäller företagets strategi, lönsamhet, resurser m.m. är det inte ens lönt att inkludera det i urvalet av portfölj - vilket kan illustreras av talesättet if we don’t let the wild horse out of the corral, we don’t have to go and chase it back
Det finns aspekter som behöver bevakas, till exempel att ett för stort antal aktiva projekt påbörjas, att de projekt som har högst värde för organisationen prioriteras, att projekt som inte passar in i företagets strategi sorteras bort, att samverkande projekt koordineras, att resursbehov balanseras mot resurstillgång, etc. 

## Uppföljning
När projekten väl är påbörjade krävs kontinuerlig bevakning av projekten. Detta görs normalt i projektens styrgrupper. Informationen om projekten återkopplas därefter till ansvariga för projektportföljen och förs in i ett system för portföljhantering. Det gör det möjligt att stämma av nya krav om till exempel resursbehov mot tillgängliga resurser, informera olika intressenter om eventuella ändringar i tidsplaner, förseningar i projektleverans etc.

## Utvärdering
Beroende på den ofta ganska långa tiden mellan projektbeställning och leverans av projektresultat så hinner ofta förutsättningar och organisation förändras. Bland annat av dessa skäl uppstår ofta brister i uppföljning och utvärdering. Det i sin tur gör att kvaliteten på själva beställningarna inte kan utvärderas. På så sätt uppstår en farlig kedja av osäkerhet i hela projektstyrningen. Utvärderingen ska visa om projekt beställts på rätt förutsättningar, om projektet hållit sig inom sina tilldelade tids- och kostnadsramar, om leveransen levt upp till ställda krav, samt sist men inte minst om man kunnat realisera den förväntade nyttan. Men eftersom nyttan ofta uppstår under en lång tid efter själva leveransen så kompliceras uppföljningen ytterligare. Det är därför viktigt att beställningsunderlaget (projektets business case) även beskriver hur uppföljningen ska gå till.